# Wimbledon FC
Ez a szócikk az eredeti londoni labdarúgócsapatról szól, ami 2004-ig létezett. Az új elnevezésű és új székhelyű csapathoz lásd a Milton Keynes Dons FC szócikket. A más véleményen levő szurkolók által alapított csapathoz lásd az AFC Wimbledon szócikket.
A Wimbledon FC egy labdarúgócsapat volt Wimbledonban, Dél-Londonban. 1889-ben alapították Wimbledon Old Central Football Club néven. A csapat történetének nagy részét bajnokságon kívüli klubként töltötte. 1990-ben a Premier League egyik alapító tagja lett.

## Sikerei
- FA Kupa (1): 1988
- Fourth Division (1): 1983
- Anglo-Italian Cup (1): 1976
- FA Amateur Cup (1): 1963
- Southern League
  - Premier Division Bajnok: 1975, 1976, 1977
- Southern League Cup (1): 1970, 1976
- Isthmian League
  - Bajnok: 1930-31, 1931-32, 1934-35, 1935-36, 1958-59, 1961-62, 1962-63, 1963-64
- London Senior Cup
  - Győztes: 1930-31, 1933-34, 1961-62, 1974-75, 1976-77
- Football League Group Trophy
  - Ezüstérmes: 1980-81
- Clapham League
  - Bajnok (2): 1896-97 (veretlen); 1900-01
- South Western Cup
  - Győztes (1): 1900-01
- Surrey Senior Cup
  - Győztes (4): 1935-36; 1939-40; 1948-49; 1954-55
- Surrey Charity Shield
  - Győztes (5): 1924-25; 1925-26; 1926-27; 1930-31; 1934-35
- Surrey Combination Cup
  - Győztes (2): 1928-29; 1930-31
- London Charity Cup
  - Győztes (3): 1935-36; 1949-50; 1951-52
- South London Charity Cup
  - Győztes (2): 1905-06; 1930-31
- South Western Charity Cup
  - Győztes: 1930-31
- South of the Thames Cup
  - Győztes (4): 1953-54; 1960-61; 1961-62; 1962-63
- Herald League
  - Bajnok (1): 1896-97
- Herald Cup
  - Győztes (1): 1900-01

## Stadionok
- Wimbledon Common (1889-1912)
- Plough Lane (1912-1991)
- Selhurst Park (1991-2002)
- National Hockey Stadium (2002-2004)

## Menedzserek
- Allen Batsford (1977-78)
- Dario Gradi (1978-81)
- Dave Bassett (1981-87)
- Bobby Gould (1987-90)
- Ray Harford (1990-91)
- Peter Withe (1991-1992)
- Joe Kinnear (1992-99)
- Egil Olsen (1999-2000)
- Terry Burton (2000-2002)
- Stuart Murdoch (2002-2004)

## Korábbi jelentős játékosok
- Neal Ardley - Középpályásként játszott az 1990-es és a 2000-es években. Angol U21-es válogatott is volt.
- Warren Barton - A Maidstone United-tól igazolta le a Wimbledon 1991-ben, majd Anglia legdrágább védője lett, miután 1995-ben 4 millió fontért a Newcastle United játékosa lett
- Dave Beasant - Az 1988-as FA Kupa győzelem csapatkapitánya és kapusa. Mind a négy osztályban játszott a klubnál
- Ben Chorley - 2001-ben igazolták le az Arsenal-tól. A középpályán és a védelemben egyaránt bevethető volt. A Wimbledon majd a Milton Keynes Dons kapitánya is volt, majd 2007 nyarán a Tranmere játékosa lett
- Alan Cork - A csapat örökös gólkirálya 145 góllal (1977 és 1992 között), 1988-ban FA Kupa győztes is
- Marcus Gayle - Támadó középpályás, 1994 és 2001 között erősítette a csapatot. A Manchester United ellen győztes gólt szerzett az FA Kupában 1997-ben. Jelenleg az AFC Wimbledon játékosa
- Carl Cort - Fiatal csatár, aki 1997-ben debütált a csapatban, később 7 millió fontért a Newcastle-hoz igazolt
- Kenny Cunningham - A Millwall-tól igazolt a csapatba 1994-ben. Állandó kerettag, később csapatkapitány volt az ír válogatottban
- Laurie Cunningham †- Korábbi angol válogatott és Real Madrid csatár
- Keith Curle - 1988 és 1991 között játszott a Wimbledonnál, majd a Manchester City-hez igazolt
- Jermaine Darlington - A védőt 2001-ben igazolták le a Queens Park Rangers-től. Közel 100 mérkőzést játszott a Wimbledon színeiben az elsőosztályban. Az első játékos, aki tétmérkőzésen a Wimbledonban és az AFC Wimbledonban is játszott
- Robbie Earle - A középpályás 1991-ben távozott a Port Vale-től, és majdnem egy évtizedet töltött a csapatnál, közben csapatkapitány is volt. Az 1998-as világbajnokságon a jamaicai válogatott csapatkapitánya volt
- Efan Ekoku - A nigériai csatár a Norwich-tól igazolt a Wimbledonba 1994-ben. A csapat tagja volt 1999-ig, majd a svájci Grasshoppers játékosa lett
- John Fashanu - A csatárt a Millwall-tól igazolták 1986-ban. Játszott az 1988-as FA Kupadöntőben, a csapat tagja volt egészen 1994-ig. A csapat első angol válogatott játékosa volt.
- Dickie Guy - A kapus az 1975-76-os FA Kupa kiírás összes mérkőzésén védett, kivédte a Leeds játékosa, Peter Lorimer tizenegyesét a negyedik körben.
- Johnny Haynes - Az Isthmian League-ben játszott a csapatnál, majd 1952-ben profi szerződést írt alá a Fulham-nál
- John Hartson - Walesi csatár, aki 7,5 millió fontért érkezett a West Ham United-től 1999-ben
- Glyn Hodges - Az első válogatott játékos a Wimbledonnál 1984-ben.
- Hermann Hreiðarsson - Az izlandi válogatott játékos a Premiership-érában volt a csapat tagja
- Michael Hughes - A két utolsó Premiership szezonban volt a Wimbledon játékosa. Korábbi északír válogatott labdarúgó.
- Vinnie Jones - A középpályás kétszer volt a Wimbledon játékosa, FA Kupát is nyert a csapattal
- Roger Joseph - Nyolc évig volt a Wimbledon védője, később az AFC Wimbledon játékosa volt
- Øyvind Leonhardsen - Norvég válogatott labdarúgó, a Rosenborgtól csatlakozott a klubhoz 1994-ben. 1997-ben a Liverpool-hoz igazolt
- John Leslie - Több, mint 300 mérkőzésen játszott a csapatnál, ezalatt több, mint 100 gólt szerzett, majd a Gillingham játékosa lett
- David Martin - A West Ham legenda, Alvin Martin fia. A Tottenham Hotspur játékosa volt, majd csatlakozott a klubhoz, ezalatt védőből kapus lett. A csapat tagja maradt a Milton Keynes Dons-nál is, és elsőszámú kapussá vált. 2006 januárjában igazolt a Liverpoolhoz.
- Chris Perry - Tehetséges védő, aki a Tottenham játékosa lett 1998-ban
- Terry Phelan - az 1988-as FA Kupa győzelem balhátvédje
- Lawrie Sanchez - Azt a gólt szerezte, amivel a Wimbledon 1986-ban feljutott az élvonalba, majd az 1988-as FA Kupa döntő egyetlen gólját is ő szerezte. Korábbi északír válogatott játékos, menedzser
- John Scales - az 1988-as FA Kupa döntő egyik fontos szereplője, 6 évvel később az akkori ellenfél, a Liverpool játékosa lett
- Hans Segers - A csapat kapusa 1988 és 1996 között
- Neil Sullivan - A Wimbledon állandó kapusa a csapat négy utolsó Premiership szezonjában. Korábbi skót válogatott labdarúgó
- Ben Thatcher - 1.5 millió fontért igazolt a Milwall-tól a csapathoz, majd a Tottenham Hotspur játékosa lett
- Nigel Winterburn - A csapat élvonalba kerülésében olt nagy szerepe 1986-ban. A Wimbledon után az Arsenal játékosa volt, ahol angol válogatott lett.
- Dennis Wise - az 1988-as FA Kupa siker balszélsője. Korábban a Southampton játékosa volt.
- Eric Young - az 1988-as FA Kupa siker középhátvédje
- Peter Shilton - 1995-ben csatlakozott a klubhoz, de egy mérkőzésen sem lépett pályára
- Nigel Reo-Coker korábbi angol U21-es válogatott, a West Ham United FC-hez igazolt, mielőtt az Aston Villa FC játékosa lett

## Külső hivatkozások
- Historical Dons
- The Wimbledon Old Players Association
- Milton Keynes Dons FC hivatalos weboldal
- AFC Wimbledon hivatalos weboldal
- Statisztika
- Wimbledon Football Club History Database